# Volvo Construction Equipment

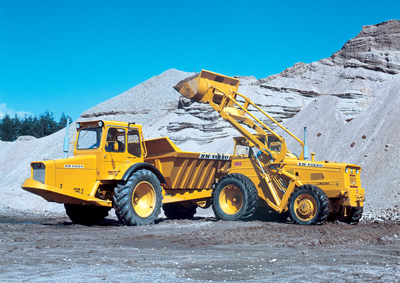
De eerste zelfrijdende knikdumper van Volvo BM DR 631 Gravel Charlie die geladen wordt door een LM 640

Volvo Construction Equipment, voorheen Munktell, Bolinder-Munktell, Volvo BM en VME, is een Zweedse fabrikant van zo'n 150 verschillende types bouwmachines, waaronder graafmachines, wielladers, graders en knikdumpers.
Tot de jaren 80 maakte het bedrijf ook nog tractoren, maaidorsers en getrokken kippers, maar dit onderdeel is door Valmet-Valtra overgenomen. De gebruikte motoren zijn hoofdzakelijk ook van Volvo, enkele van Perkins en tegenwoordig steeds meer van Deutz aangezien Deutz tegenwoordig voor een groot deel eigendom van Volvo is. De hoofdvestiging van Volvo Construction Equipment staat in Eskilstuna, Zweden.
De ontwikkeling van een zelfrijdende dumper voor ruw terrein voldeed aan een enorme vraag naar deze machines, en in 2006 waren er in totaal 50.000 Volvo knikdumpers gebouwd. Ook de shovel met cabine was een uitvinding van Volvo BM; daarmee kon men ook werken bij slechte weersomstandigheden of in een stoffige omgeving.